# Championnat d'Italie de rugby à XV 1999-2000
Navigation
Serie A1 1998-1999 Serie A1 2000-2001
Le Championnat d'Italie de rugby à XV 1999-2000 oppose les douze meilleures équipes italiennes de rugby à XV. Le championnat débute en 1999 et se termine le 17 juin 2000. Les 12 équipes participent à ce championnat avec 2 groupes de six clubs chacun. Les trois premiers disputent le tour final et les trois derniers la poule de relégation. Les trois premiers du tour final sont qualifiés directement pour les demi-finales.
Le Rugby Roma RDS bat en finale L'Aquila sur le score de 35 à 17 et remporte son 5e titre. Le match se déroule au Stadio Flaminio à Rome devant 15 600 spectateurs.

## Équipes participantes
Les douze équipes sont les suivantes :
| - L'Aquila - Benetton Rugby Trévise - Bologna Famous Grouse - Amatori & Calvisano Fly Flot - Mirano Lofra - Parma Overmach | - Petrarca Simac - Piacenza Copra Market - Rugby Roma RDS - Rovigo Femi CZ - San Donà General Membrane - Arix Viadana |

## Résultats

### Phase de groupe

#### Groupe A
| Rang | Club                      | J  | V | N | D  | Pm  | Pe  | Diff | Pts |
| ---- | ------------------------- | -- | - | - | -- | --- | --- | ---- | --- |
| 1    | Benetton Trévise (T)      | 10 | 7 | 0 | 3  | 277 | 164 | +113 | 14  |
| 2    | L'Aquila Rugby            | 10 | 7 | 0 | 3  | 229 | 235 | -6   | 14  |
| 3    | Rugby Viadana             | 10 | 6 | 0 | 4  | 303 | 239 | +64  | 12  |
| 4    | Rugby Rovigo              | 10 | 5 | 0 | 5  | 287 | 219 | +68  | 10  |
| 5    | Amatori & Calvisano       | 10 | 5 | 0 | 5  | 301 | 251 | +50  | 10  |
| 6    | San Donà General Membrane | 10 | 0 | 0 | 10 | 174 | 463 | -289 | 0   |

|  | Qualifiés pour le tour final (no 1, no 2, no 3) |
|  | T : tenant du titre 1999                        |

Attribution des points :  victoire : 2, match nul : 1, défaite : 0.

#### Groupe B
| Rang | Club                  | J  | V | N | D  | Pm  | Pe  | Diff | Pts |
| ---- | --------------------- | -- | - | - | -- | --- | --- | ---- | --- |
| 1    | Rugby Rome            | 10 | 8 | 0 | 2  | 402 | 127 | +275 | 16  |
| 2    | Piacenza Copra Market | 10 | 7 | 0 | 3  | 313 | 163 | +150 | 14  |
| 3    | Rugby Parma           | 10 | 6 | 0 | 4  | 195 | 221 | -26  | 12  |
| 4    | Petrarca Padoue       | 10 | 6 | 0 | 4  | 329 | 206 | +123 | 12  |
| 5    | Mirano Lofra          | 10 | 3 | 0 | 7  | 142 | 316 | -174 | 6   |
| 6    | Rugby Bologne         | 10 | 0 | 0 | 10 | 117 | 465 | -348 | 0   |

|  | Qualifiés pour le tour final (no 1, no 2, no 3) |

Attribution des points :  victoire : 2, match nul : 1, défaite : 0.

### Tour final
| Rang | Club                  | J  | V | N | D | Pm  | Pe  | Diff | Pts |
| ---- | --------------------- | -- | - | - | - | --- | --- | ---- | --- |
| 1    | Benetton Trévise      | 10 | 7 | 0 | 3 | 254 | 219 | +35  | 14  |
| 2    | Rugby Viadana         | 10 | 7 | 0 | 3 | 260 | 197 | +63  | 14  |
| 3    | Rugby Rome            | 10 | 6 | 0 | 4 | 276 | 204 | +72  | 12  |
| 4    | L'Aquila Rugby        | 10 | 4 | 0 | 6 | 223 | 259 | -36  | 8   |
| 5    | Piacenza Copra Market | 10 | 4 | 0 | 6 | 260 | 289 | -29  | 8   |
| 6    | Rugby Parma           | 10 | 2 | 0 | 8 | 176 | 381 | -205 | 3¹  |

¹Parma Overmach écope d'un point de pénalité.
|  | Qualifiés pour les demi-finales (no 1, no 2, (no 3) |
|  | Préliminaire (no 4)                                 |

Attribution des points :  victoire : 2, match nul : 1, défaite : 0.

### Tour relégation
| Rang | Club                      | J  | V | N | D | Pm  | Pe  | Diff | Pts |
| ---- | ------------------------- | -- | - | - | - | --- | --- | ---- | --- |
| 1    | Rugby Rovigo              | 10 | 9 | 0 | 1 | 356 | 134 | +222 | 18  |
| 2    | Amatori & Calvisano       | 10 | 7 | 1 | 2 | 372 | 208 | +164 | 15  |
| 3    | Petrarca Padoue           | 10 | 5 | 1 | 4 | 324 | 279 | +45  | 11  |
| 4    | San Donà General Membrane | 10 | 4 | 0 | 6 | 217 | 351 | -134 | 8   |
| 5    | Rugby Bologne             | 10 | 2 | 0 | 8 | 180 | 347 | -167 | 4   |
| 6    | Mirano Lofra              | 10 | 2 | 0 | 8 | 203 | 333 | -130 | 4   |

|  | Relégués (no 5, no 6) |

Attribution des points :  victoire : 2, match nul : 1, défaite : 0.

### Phase finale

#### Match préliminaire
| 2000 | L'Aquila | 45 – 18 | Gran Parma |  |
| 2000 |          |         |            |  |
| 2000 |          |         |            |  |

#### Tableau
|  | Demi-finales           | Demi-finales |                |    | Finale                                | Finale                                |
|  | Demi-finales           | Demi-finales |                |    | Finale                                | Finale                                |
|  |                        |              |                |    |                                       |                                       |
|  | 2000                   | 2000         |                |    | 17 juin 2000 au Stadio Flaminio, Rome | 17 juin 2000 au Stadio Flaminio, Rome |
|  | 2000                   | 2000         |                |    | 17 juin 2000 au Stadio Flaminio, Rome | 17 juin 2000 au Stadio Flaminio, Rome |
|  | Rugby Roma R.D.S.      | 31           |                |    | 17 juin 2000 au Stadio Flaminio, Rome | 17 juin 2000 au Stadio Flaminio, Rome |
|  | Rugby Roma R.D.S.      | 31           |                |    | 17 juin 2000 au Stadio Flaminio, Rome | 17 juin 2000 au Stadio Flaminio, Rome |
|  | Arix Viadana           | 18           |                |    | 17 juin 2000 au Stadio Flaminio, Rome | 17 juin 2000 au Stadio Flaminio, Rome |
|  | Arix Viadana           | 18           | Rugby Roma RDS | 35 |                                       |                                       |
|  | 2000                   |              | Rugby Roma RDS | 35 |                                       |                                       |
|  |                        | L'Aquila     | 17             |    |                                       |                                       |
|  | L'Aquila               | L'Aquila     | 17             | 19 |                                       |                                       |
|  | L'Aquila               |              |                | 19 |                                       |                                       |
|  | Benetton Rugby Trévise | 17           |                |    |                                       |                                       |
|  | Benetton Rugby Trévise | 17           |                |    |                                       |                                       |

#### Finale
| 14 juin 2000 | Rugby Roma RDS | 35 – 17 | L'Aquila | Stadio Flaminio, Rome 15 600 spectateurs Arbitre : Lombardi |
| 14 juin 2000 |                |         |          | Stadio Flaminio, Rome 15 600 spectateurs Arbitre : Lombardi |
| 14 juin 2000 |                |         |          | Stadio Flaminio, Rome 15 600 spectateurs Arbitre : Lombardi |

## Vainqueur
| Entraîneur | Entraîneur             | Gilbert Doucet                                                      |
| Avants     | Pilier                 | Cerasoli, Andrea Lo Cicero, Marrano                                 |
| Avants     | Talonneur              | Penteriani, Spazzolini                                              |
| Avants     | Deuxième ligne         | Patrizzi, Pez, Russo                                                |
| Avants     | Troisième ligne aile   | Ford, L. Mazzi, Schuwer                                             |
| Avants     | Troisième ligne centre | Corona, Salvati                                                     |
| Arrières   | Demi de mêlée          |                                                                     |
| Arrières   | Demi d'ouverture       | Ausiello, De Angelis, De Luca                                       |
| Arrières   | Centre                 | Donati, S. Fortunato, G. Mazzi, Pratichetti                         |
| Arrières   | Ailier                 | Camardon, Di Luia, Murrazzani, T. Niglio, Pennese, S. Salvan, Zisti |
| Arrières   | Arrière                | Castellani                                                          |